# Condado de Cabra
El condado de Cabra es un título nobiliario español otorgado por el rey Enrique IV el 2 de noviembre de 1455 a Diego Fernández de Córdoba y Montemayor. El condado de Cabra tiene Grandeza de España Inmemorial, concretamente la tercera más antigua de España.

## Historia
El monarca Enrique II creó en 1380 el condado de Cabra y lo cedió a su hijo bastardo Enrique de Castilla, nacido en el castillo de la villa, adquiriendo el título de primer conde. No obstante, hay algunos historiadores como Manuel Nieto Cumplido que consideran que el título fue «duque de Cabra» y no conde, tal y como aparece en el Cancionero de Baena y otros documentos de la época. No obstante, Enrique falleció sin descendencia en 1404 y el condado/ducado volvería a la Corona castellana.
El condado de Cabra resurgió por segunda vez medio siglo después con la creación por Enrique IV de Castilla el 2 de noviembre de 1455, siendo el primer conde Diego Fernández de Córdoba y Montemayor, quien era señor de Cabra desde 1439 y había ayudado al monarca en la contienda contra el Reino nazarí de Granada. Se trata del primer título nobiliario que conseguían las diferentes ramas familiares provenientes de la Casa de Córdoba y el tercer título en toda Andalucía.

## Denominación
Su nombre se refiere al municipio andaluz de Cabra, en la provincia de Córdoba. Este título lo lleva el jefe de la Casa de Cabra.

## Condes de Cabra

En amarillo, los terrenos comprendidos por la Casa de Cabra en el

|                                             | Titular | Periodo                                     |
| Primera creación por Enrique II de Castilla | Primera creación por Enrique II de Castilla                                                                               | Primera creación por Enrique II de Castilla |
| ------------------------------------------- | --- | ------------------------------------------- |
| I                                           | Enrique de Castilla | 1380-1404                                   |
| Segunda creación por Enrique IV de Castilla | |                                             |
| I                                           | Diego Fernández de Córdoba y Montemayor                                                                                   | 1455-1481                                   |
| II                                          | Diego Fernández de Córdoba y Carrillo de Albornoz                                                                         | 1481-1487                                   |
| III                                         | Diego Fernández de Córdoba y Mendoza                                                                                      | 1487-1525                                   |
| IV                                          | Luis Fernández de Córdoba y Zúñiga                                                                                        | 1525-1526                                   |
| V                                           | Gonzalo Fernández de Córdoba y Fernández de Córdoba                                                                       | 1526-1578                                   |
| VI                                          | Francisca Fernández de Córdoba y Fernández de Córdoba                                                                     | 1578-1597                                   |
| VII                                         | Antonio Fernández de Córdoba y Folch de Cardona Anglesola y Requesens                                                     | 1597-1598                                   |
| VIII                                        | Luis Fernández de Córdoba y Aragón                                                                                        | 1598-1642                                   |
| IX                                          | Antonio Fernández de Córdoba y Rojas                                                                                      | 1642-1659                                   |
| X                                           | Francisco Fernández de Córdoba y Pimentel (También conocido como Francisco Fernández de Córdoba Folc de Cardona y Aragón) | 1659-1681                                   |
| XI                                          | Francisco Fernández de Córdoba y Fernández de Córdoba                                                                     | 1681-1685                                   |
| XII                                         | Félix Fernández de Córdoba y Cardona                                                                                      | 1685-1709                                   |
| XIII                                        | Francisco Fernández de Córdoba y Aragón                                                                                   | 1709-1710                                   |
| XIV                                         | Francisco Javier Fernández de Córdoba y Aragón                                                                            | 1710-1735                                   |
| XV                                          | Buenaventura Francisca Fernández de Córdoba Folch de Cardona Requesens y Aragón                                           | 1735-1768                                   |
| XVI                                         | Ventura Osorio de Moscoso y Fernández de Córdoba                                                                          | 1768-1776                                   |
| XVII                                        | Vicente Joaquín Osorio de Moscoso y Guzmán                                                                                | 1783-1816                                   |
| XVIII                                       | Vicente Isabel Osorio de Moscoso y Álvarez de Toledo                                                                      | 1816-1837                                   |
| XIX                                         | Vicente Pío Osorio de Moscoso y Ponce de León                                                                             | 1837-1864                                   |
| XX                                          | José María Osorio de Moscoso y Carvajal                                                                                   | 1864-1868                                   |
| XXI                                         | Luis Osorio de Moscoso y Borbón                                                                                           | 1868-1924                                   |
| XXII                                        | Francisco de Asís Osorio de Moscoso y Jordán de Urries                                                                    | 1926                                        |
| XXIII                                       | Ramón Osorio de Moscoso y Taramona                                                                                        | 1926-1936                                   |
| XXIV                                        | Fernando Barón y Osorio de Moscoso                                                                                        | 1840/1952-1977                              |
| XXV                                         | María del Perpetuo Socorro Osorio de Moscoso y Reynoso                                                                    | 1977-1978                                   |
| XXVI                                        | María del Pilar Paloma de Casanova y Barón                                                                                | 1978-2012                                   |
| XXVII                                       | Álvaro Francisco López Becerra de Solé y Casanova                                                                         | 2012-actualidad                             |

## Historia de los condes de Cabra
- Diego Fernández de Córdoba y Montemayor (m. 16 de agosto de 1481), I conde de Cabra,[5] ricohombre de Castilla, I vizconde de Iznájar, III señor de Baena, señor de Rute, Zambra y Doña Mencía, mariscal de Castilla, alférez y alguacil mayor de Córdoba, alcaide de sus Reales Alcazares y capitán general de la frontera de Granada.[6]

Casó en primeras nupcias en 1435 con su prima segunda, María Carrillo y Venegas y en segundas con Mencía Ramírez de Aguilera y Valenzuela. Le sucedió su hijo del primer matrimonio:
- Diego Fernández de Córdoba y Carrillo (1438-5 de octubre de 1487), II conde de Cabra,[5] II vizconde de Iznajar, IV señor de Baena, señor de Rute, Zambra y Doña Mencía, mariscal de Castilla, consejero de Enrique IV de Castilla y de los Reyes Católicos, alguacil mayor de Córdoba[5] y vencedor de Boabdil, último rey nazarí de Granada.[7]

Casó María Hurtado de Mendoza y Luna. Le sucedió su hijo:
- Diego Fernández de Córdoba y Mendoza (m. 11 de agosto de 1525), III conde de Cabra,[5] III vizconde de Iznájar, V señor de Baena, señor de Rute, Zambra,  Doña Mencía y Albendín, alcayde mayor de Alcalá la Real, virrey y gobernador de la Monarquía de Castilla.[8]

Casó en primeras nupcias alrededor de 1468 con Beatriz Enríquez de Velasco. Contrajo un segundo matrimonio con Francisca de Zúñiga de la Cerda.  Le sucedió su hijo del segundo matrimonio
- Luis Fernández de Córdoba y Zúñiga (m. Roma, 17 de agosto de 1526), IV conde de Cabra,[5] IV vizconde de Iznájar, VI señor de Baena y embajador en Roma.[9]

Casó el 18 de marzo de 1518 con Elvira Fernández de Córdoba, II duquesa de Sessa. Le sucedió su hijo:
- Gonzalo Fernández de Córdoba y Fernández de Córdoba (Cartagena, 27 de julio de 1520-Villaviciosa de Odón, 3 de diciembre de 1578), V conde de Cabra y III duque de Sessa.[10]

Casó el 30 de noviembre de 1538 con Mariana Sarmiento de Mendoza.  Sin descendencia, le sucedió su hermana:
- Francisca Fernández de Córdoba y Fernández de Córdoba (Nápoles, 10 de agosto de 1521-Baena, 9 de junio de 1597),[9] VI condesa de Cabra[10] y IV duquesa de Sessa[11] y II duquesa de Baena,[12] tres veces grande de España.

Casó en 1542 con Alonso de Zúñiga y Sotomayor. Sin descendencia. le sucedió su sobrino, hijo de Fernando Folch de Cardona y Requesens, II conde de Oliveto, II duque de Soma, III conde de Palamós, III conde de Trivento, III conde de Avelino, XIII barón de Bellpuig, III barón de Calonge, IV barón de Liñola, barón de Uxafavá y gran almirante de Nápoles, y de su esposa, Beatriz Fernández de Córdoba, hermana de la VI condesa de Cabra.
- Antonio Fernández de Córdoba y Folch de Cardona Anglesola y Requesens (Bellpuig, 3 de diciembre de 1550-Valladolid, 6 de enero de 1606),[15] VII conde de Cabra,[10] III duque de Baena,[12] V duque de Sessa,[11] IV duque de Soma,[14] V conde de Avelino, IV conde de Oliveto,[9] VI conde de Palamós, conde de Trivento, VII vizconde de Iznájar, XV barón de Bellpuig, V barón de Calonge, VI barón de Liñola y barón de Uxafavá.[9] Fue consejero de Estado y de Guerra, gran almirante de Nápoles, señor de Villa Mencía, Rute y Zambra y comendador de la Orden de Calatrava en Sevilla y Niebla.[15]

Casó el 19 de junio de 1578 con su prima segunda, Juana de Aragón y Cardona, hija de Diego Fernández de Córdoba, III marqués de Comares, y de Juana de Aragón Folch de Cardona, IV duquesa de Segorbe, IV duquesa de Cardona, condesa de Ampurias, condesa de Prades, marquesa de Pallars. Cedió el título a su hijo que sucedió en 1598:
- Luis Fernández de Córdoba Folch de Cardona Aragón y Requesens (1582-14 de noviembre de 1642), VIII conde de Cabra[10] V conde de Oliveto,[16] V duque de Soma,[14] VI duque de Sessa,[11] IV duque de Baena,[12] VII conde de Palamós,[16] VI conde de Trivento, VI conde de Avelino,[16] XVI barón de Bellpuig, VI barón de Calonge, VII barón de Liñola y VIII vizconde de Iznájar.[16]

Casó en primeras nupcias el 24 de marzo de 1599 con Mariana de Rojas (m. 1630), IV marquesa de Poza. Contrajo un segundo matrimonio en 1637, siendo su cuarto marido, con Francisca Portocarrero, VI marquesa de Villanueva del Fresno. Sin descendientes de este matrimonio. Le sucedió, de su primer matrimonio, su hijo a quien cedió el título en 1619:
- Antonio Francisco Fernández de Córdoba Folch de Cardona Anglesola Aragón y Requesens (1600-20 de enero de 1659), IX conde de Cabra,[10] VI conde de Oliveto,[17] VI duque de Soma,[14] VII duque de Sessa,[11] V duque de Baena,[12] V marqués de Poza,[17] VIII conde de Palamós, IX vizconde de Iznájar,[17] XVII barón de Bellpuig, VIII barón de Liñola, VII barón de Calonge,[17] gran almirante de Nápoles, y caballero de la Orden de Santiago.[17]

Casó en 1619 con Teresa Pimentel y Ponce de León, hija de Antonio Alonso Pimentel y Quiñones, IX conde-duque de Benavente, conde de Luna, etc. y de María Ponce de León de la casa ducal de Arcos. Le sucedió en 1642, por cesión, su hijo:
- Francisco María Fernández de Córdoba Folch de Cardona Anglesola Aragón y Requesens (1626-1688), X conde de Cabra,[10] VII conde de Oliveto,[17] VII duque de Soma,[14]  VIII duque de Sessa,[11] VI duque de Baena,[12] IX conde de Palamós,[17] VIII conde de Trivento, VIII conde de Avelino, XVIII barón de Bellpuig, VIII barón de Calonge, IX barón de Liñola,[17] caballerizo mayor del rey Carlos II, gentilhombre de cámara y presidente del Consejo de las Órdenes.[17]

Casó en primeras nupcias el 3 de diciembre de 1641 con Isabel Fernández de Córdoba y Figueroa, hija de Alfonso Fernández de Córdoba y Figueroa, V duque de Feria, V marqués de Priego, etc. y de Juana Enríquez de Ribera, hija de los marqueses de Tarifa. Casó en segundas nupcias con Mencía Dávalos, matrimonio que fue anulado. Casó en terceras nupcias en 1660 con Ana María Pimentel de Córdoba y Enríquez de Guzmán, VI marquesa de Távara, II condesa de Villada. Contrajo un cuarto matrimonio el 11 de diciembre de 1683 con María Andrea de Guzmán y Zúñiga, hija de Manuel Luis de Guzmán y Manrique de Zúñiga, IV marqués de Villamanrique y marqués de Ayamonte, y de Ana Dávila y Osorio, XI marquesa de Astorga. Le sucedió, de su primer matrimonio, su hijo:
- Francisco Fernández de Córdoba (m. 1685), XI conde de Cabra,[10] XIV vizconde de Iznájar y XI conde de Palamós.

Casó con Leonor de Moscoso Rojas y Córdoba (m. 1692).  Le sucedió su hermano:
- Félix María Fernández de Córdoba Cardona y Requesens (1654-2 de julio de 1709), XII conde de Cabra,[10] VIII conde de Oliveto,[20] VIII duque de Soma,[21] IX duque de Sessa,[11] VII duque de Baena,[12] XV vizconde de Iznájar,[20] XII conde de Palamós, IX conde de Trivento, IX conde de Avelino, XIX barón de Bellpuig, IX barón de Calonge y X barón de Liñola.[20]

Casó en primeras nupcias el 15 de agosto de 1678 con Francisca Fernández de Córdoba y Rojas Portocarrero, VIII marquesa de Guadalcázar, VII condesa de las Posadas y III condesa de Casa Palma. Casó en segundas nupcias el 4 de marzo de 1685 con Margarita de Aragón y Benavides, hija de Luis Ramón de Aragón Folch de Cardona, VI duque de Segorbe, VII duque de Cardona etc. Le sucedió su hijo del segundo matrimonio:
- Francisco Javier Fernández de Córdoba Cardona y Requesens (1687-19 de mayo de 1750), XIII conde de Cabra,[10], IX conde de Oliveto,[22] IX duque de Soma,[21] X duque de Sessa,[11] VIII duque de Baena,[12] X conde de Trivento, X conde de Avelino, XX barón de Bellpuig, X barón de Calonge, XI barón de Liñola, XVII vizconde de Iznájar y XIII conde de Palamós.[22]

Casó con su tía, Teresa Manuela Fernández de Córdoba y Guzmán, hija de Francisco Fernández de Córdoba Folch de Cardona Anglesola Aragón y Requesens, VII duque de Soma, VIII duque de Sessa, VI duque de Baena etc., y de su cuarta esposa María Andrea de Guzmán y Zúñiga. Le sucede su hijo:
- Francisco Javier Fernández de Córdoba y Cardona, XIV conde de Cabra (m. 4 de mayo de 1735),[10]

Casó en primeras nupcias el 27 de julio de 1727 con María Teresa Pimentel y Borja. Contrajo un segundo matrimonio el 1 de julio de 1731 con Teresa de Guzmán y Guevara. Le sucedió su hermana:
- Buenaventura Francisca Fernández de Córdoba Folch de Cardona Requesens y Aragón (1712-9 de abril de 1768), XV condesa de Cabra,[10] X condesa de Oliveto,[23] X duquesa de Soma,[21] XI duquesa de Sessa,[11] IX duquesa de Baena,[12] XV condesa de Palamós,[23] XI condesa de Trivento,[23] XX vizcondesa de Iznájar,[23] XXI baronesa de Bellpuig,[23] XI baronesa de Calonge,[23] y XII baronesa de Liñola.[23]

Casó en primeras nupcias el 10 de diciembre de 1731 con Ventura Osorio de Moscoso y Guzmán Dávila y Aragón (m. 29 de marzo de 1734), VII marqués de Villamanrique, IX marqués de Poza, XIV conde de Trastámara en sucesión de su abuelo materno, IX conde de Altamira, VIII duque de Sanlúcar la Mayor, VI duque de Medina de las Torres, V marqués de Leganés, IV marqués de Morata de la Vega, VIII marqués de Almazán, XIII conde de Monteagudo de Mendoza, VI conde de Arzarcóllar, V marqués de Mairena, VIII conde de Lodosa, V marqués de Monasterio, VIII marqués de Velada, VI marqués de la villa de San Román, XI marqués de Ayamonte, XV conde de Santa Marta de Ortigueira, XVI conde de Nieva, VII conde de Saltés y alcalde mayor de los hijosdalgos. Contrajo un segundo matrimonio en 1748, siendo su segunda esposa, con José María de Guzmán y Vélez de Guevara (1709-1781), IV marqués de Guevara, VII conde de Villamediana, XII conde de Oñate, VI marqués de Montealegre, VII marqués de Quintana del Marco, V conde de Campo Real, VII conde de Castronuevo, VII conde de los Arcos y Sumiller de Corps del rey. Le sucedió, de su primer matrimonio, su hijo:
- Ventura Antonio Osorio de Moscoso y Fernández de Córdoba (1731-6 de enero de 1776), XVI conde de de Cabra,[10] XI conde de Oliveto, XI de Soma,[21] XII duque de Sessa,[29] X duque de Baena,[12] VIII marqués de Villamanrique,[23] X marqués de Poza,[23] XIV marqués de Astorga,[19] X conde de Altamira,[25] V duque de Atrisco,[30] IX duque de Sanlúcar la Mayor,[27] VII duque de Medina de las Torres,[31] IX de Almazán,[23] V de Morata de la Vega, VI de Mairena, XIII de Ayamonte, VIII de San Román (antigua denominación),  V de Monasterio, VI de Leganés,[28] IX de Velada, XIV conde de Monteagudo de Mendoza,[23] IX de Lodosa,[23] IX de Arzarcóllar, XV de Trastámara, VIII de Saltés,[23] XVII de Nieva,[23] XVI conde de Santa Marta, XVII de Palamós, XI conde de Altamira, XVII conde de Avelino, XVII conde de Trivento, XVI vizconde de Iznájar, XXVI barón de Bellpuig, XI de Calonge y barón de Liñola.

Casó en 1755, en Madrid, con María de la Concepción de Guzmán y Fernández de Córdoba, hija de José de Guzmán y Guevara, VI conde de Montealegre, conde de Quintana del Marco, conde de Castronuevo, VII conde de los Arcos, XII conde de Oñate y conde de Villamediana, marqués de Campo Real y marqués de Guevara, y de su mujer María Felicha Fernández de Córdoba y Spínola. Le sucedió su hijo:
- Vicente Joaquín Osorio de Moscoso y Guzmán (1756-1816), XVII conde de Cabra,[10] XII conde de Oliveto,[23] XII duque de Soma,[21] XIII duque de Sessa,[29] XI duque de Baena,[12] IX marqués de Villamanrique,[b]  XI marqués de Poza, XV marqués de Astorga,[19] XI conde de Altamira,[25] X duque de Sanlúcar la Mayor,[27] VIII duque de Medina de las Torres,[31] VII marqués de Leganés,[28] XXII vizconde de Iznájar, XVII conde de Palamós, XI duque de Baena, XIII conde de Trivento, XIII conde de Avelino, XV conde de Monteagudo de Mendoza,[23] VI duque de Atrisco,[30] XV duque de Maqueda,[32]  X de Almazán,  VI de Morata de la Vega, VII de Mairena, XIV de Ayamonte, IX de San Román (antigua denominación), VI de Monasterio, XVI de Elche y X de Velada, X de Lodosa, X de Arzarcóllar, XVII de Trastamara, IX de Saltés, XVIII de Nieva, XVII de Santa Marta,  XVIII de Palamós, XVII Vizconde de Iznájar y XXIII barón de Bellpuig.[23]

Casó en primeras nupcias el 3 de abril de 1774 con María Ignacia Álvarez de Toledo y Gonzaga (m. 8 de septiembre de 1795) y en segundas el 11 de diciembre de 1806 con María Magdalena Fernández de Córdoba Ponce de León (m. 26 de julio de 1830). Le sucedió el hijo segundogénito del primer matrimonio debido a que el primogénito, Francisco Javier, XVII conde de Trastámara, falleció antes que su padre en 1777.
- Vicente Ferrer Isabel Osorio de Moscoso y Álvarez de Toledo (Madrid, 19 de noviembre de 1777-31 de agosto de 1837), XVIII conde de Cabra,[10] XIII conde de Oliveto,[33] XIII duque de Soma,[21] XIV duque de Sessa,[29] XII duque de Baena,[12] X marqués de Villamanrique, VIII duque de Atrisco,[23] XII marqués de Poza, XVI marqués de Astorga,[19]  XII conde de Altamira,[25] XI duque de Sanlúcar la Mayor,[27] IX duque de Medina de las Torres,[31] XXIII vizconde de Iznájar, XVIII conde de Palamós, VIII marqués de Leganés,[28] XIV conde de Trivento, XIV conde de Avelino, XVI conde de Monteagudo de Mendoza,[33] VII duque de Atrisco,[30] XVI duque de Maqueda,[32] XV marqués de Ayamonte, XI marqués de Velada, VII marqués de Morata de la Vega, VII marqués de Monasterio, VIII marqués de Mairena, XVII marqués de Elche, X marqués de San Román, XI marqués de Almazán, XVIII conde de Santa Marta, X conde de Saltés, XVI vizconde de Iznájar.

Casó en primeras nupcias, el 12 de febrero de 1798, con María del Carmen Ponce de León y Carvajal, VIII marquesa del Águila, V condesa de Garcíez, hija de Antonio María Ponce de León Dávila y Carrillo de Albornoz, III duque de Montemar, VIII marqués de Castromonte, dos veces grande de España, VII marqués del Águila, V conde de Valhermoso, IV conde de Garcíez, y de María del Buen Consejo Carvajal y Gonzaga, hija de Manuel Bernardino de Carvajal y Zúñiga, VI duque de Abrantes, V duque de Linares, etc. Contrajo un segundo matrimonio el 14 de febrero de 1834 con María Manuela de Yanguas y Frías. Le sucedió su hijo del primer matrimonio:
- Vicente Pío Osorio de Moscoso y Ponce de León (1801-22 de febrero de 1864), XIX conde de Cabra,[10] VIII duque de Atrisco,[30] XIII duque de Baena,[12] XVII duque de Maqueda, X duque de Medina de las Torres,[31] IV duque de Montemar,[34] XII duque de Sanlúcar la Mayor,[27] XV duque de Sessa,[29] XIV duque de Soma,[21] XVII marqués de Astorga,[19] IX marqués de Castromonte,[36] IX marqués de Leganés,[28] XI marqués de Velada,[37] XIII conde de Altamira,[25] catorce veces grande de España, X marqués del Águila, XII marqués de Almazán, XV marqués de Ayamonte, marqués de Elche, IX marqués de Mairena, XII marqués de Montemayor, XIII marqués de Poza, X marqués de San Román, XI marqués de Villamanrique, VIII marqués de Morata de la Vega, VIII marqués de Monasterio, X conde de Arzarcóllar,[33]conde de Cantillana, VI conde de Garcíez, XII conde de Lodosa, XVII conde de Monteagudo de Mendoza,[33] XIX conde de Nieva, XX conde de Palamós, XI conde de Saltés,[33] conde de Trastámara, XIX conde de Santa Marta, XIV conde de Oliveto,[33] VI conde de Valhermoso, XXIV vizconde de Iznájar,[33] XXV barón de Bellpuig, XV barón de Calonge y XVI barón de Liñola.[33]

Casó el 30 de abril de 1821, en Madrid, con María Luisa de Carvajal Vargas y Queralt, hija de José Miguel de Carvajal y Vargas, II duque de San Carlos, VI conde de Castillejo, IX conde del Puerto y de su segunda mujer María Eulalia de Queralt y de Silva, hija de Juan Bautista de Queralt, de Silva y de Pinós, VII marqués de Santa Coloma y de María Luisa de Silva VII marquesa de Gramosa y XV condesa de Cifuentes. Le sucedió su hijo:
- José María Osorio de Moscoso y Carvajal (Madrid, 12 de abril de 1828-Cabra, 4 de noviembre de 1881), XX conde de Cabra,[10] XV conde de Oliveto, XVI duque de Sessa,[29] V duque de Montemar,[34] XVIII marqués de Astorga,[19] X marqués del Águila, IX marqués de Aranda, XVIII duque de Maqueda,[38] XII marqués de San Román (antigua denominación), XIX conde de Trastámara, XIV conde de Altamira,[25], etc.

Casó el 10 de febrero de 1847, en el Palacio Real de Madrid, con Luisa Teresa de Borbón, infanta de España, hija de Francisco de Paula de Borbón, infante de España y Luisa Carlota de Borbón-Dos Sicilias. Le sucedió su hijo:
- Luis Osorio de Moscoso y Borbón (m. 19 de abril de 1924), XXI conde de Cabra.[10]

Casó el 19 de noviembre de 1883 con Mathilde Jeanne Dorothée Boonen van der Sander. Le sucedió, en febrero de 1926, su sobrino, hijo de su hermano Francisco Osorio de Moscoso y Borbón y de su esposa María del Pilar Jordán de Urríes y Ruiz de Arana:
- Francisco de Asís Osorio de Moscoso y Jordán de Urries (Madrid, 4 de diciembre de 1874-5 de abril de 1952),[39] XXII conde de Cabra,[c][40] XVIII marqués de Ayamonte,[39]  XVIII duque de Sessa,[29] XVI conde de Altamira,[25] XX duque de Maqueda,[38] XXII conde de Trastámara,[39] XV marqués del Águila,[39] maestrante de Zaragoza, senador y gentilhombre de cámara del rey Alfonso XIII.[39]

Casó en primeras nupcias el 8 de diciembre de 1897 con María Dolores de Reynoso y Queralt. Contrajo un segundo matrimonio el 12 de octubre de 1909 con María Dolores de Taramona y Díaz de Entresotos. Un par de meses después, en abril de 1926, cedió los títulos del condado de Cabra y del marquesado de Ayamonte a su hijo del segundo matrimonio:
- Ramón Osorio de Moscoso y Taramona (Santurce, 8 de octubre de 1910-Matanzas de Paracuellos, 8 de noviembre de 1936), XXIII conde de Cabra,[10][41] Le sucedió su sobrino:

- Fernando Barón y Osorio de Moscoso (Madrid, 3 de noviembre de 1923-1987),[42] XIV conde de Cabra.[10] Cedió el título a su madre, que le  sucedió en 1977:[43]

- María del Perpetuo Socorro Osorio de Moscoso y Reynoso (Madrid, 30 de junio de 1899-Ávila, 20 de octubre de 1980),[42] XXV condesa de Cabra.[10][43] Hija de Francisco Osorio de Moscoso y Jordán de Urries (m. 1952), marqués de Astorga, y María Dolores de Reynoso y Queralt, XIII condesa de Fuenclara (m. 1905).

Casó con Leopoldo Barón Torres (m. 1952). Le sucedió su nieta:
- María del Pilar Paloma de Casanova y Barón, XXVI condesa de Cabra,[10] XXIV duquesa de Maqueda, XXIV marquesa de Astorga, XXI marquesa de Távara, cuatro veces grande de España, XXII marquesa de Ayamonte, XXIV marquesa de Elche,[44] XV marquesa de la Villa de San Román,[45] XI condesa de Valhermoso,[44] XXIII condesa de Monteagudo de Mendoza,[44] XVI condesa de Avelino,[44] XXVI vizcondesa de Iznájar,[44] y XXI baronesa de Liñola.[44]

Casó el 15 de agosto de 1975 con Francisco López Becerra y Sole, señor de Tejada, señor de Valdeosera, abogado. Poseedor, entre otras distinciones de la encomienda de la Real Orden de Isabel la Católica, Cruz con Distintivo Blanco de las Cruces del Mérito Militar, comendador de la Orden del Mérito Civil, de las Real Academia de Córdoba y de la Real Academia de Zaragoza, académico de número de la Academia Andaluza de la Historia. Cedió el título a su hijo que le sucedió en 2012:
- Álvaro López Becerra y de Casanova, XXVII conde de Cabra.[48]